# Carlyle (Illinois)
Carlyle je grad u američkoj saveznoj državi Ilinois. Prema popisu stanovništva iz 2010. u njemu je živjelo 3.281 stanovnika.